# George Kistiakowsky
George Kistiakowsky, właśc. George Bogdan Kistiakowsky (ukr. Георгій Богданович Кістяківський, trb. Heorhij Bohdanowycz Kistiakiwski; ros. Георгий Богданович Кистяковский, trb. Gieorgij Bogdanowicz Kistiakowski; ur. 18 listopada?/1 grudnia 1900 w Kijowie, zm. 7 grudnia 1982 w Cambridge w stanie Massachusetts) – amerykański fizykochemik pochodzenia ukraińskiego. Specjalizował się w dziedzinie materiałów wybuchowych. Przez większość swojego życia zawodowego był związany z Uniwersytetem Harvarda, na którym w latach 1937–1982 pracował jako profesor na wydziale chemii. W czasie II wojny światowej, od 1940 roku pracował w utworzonym przez prezydenta Franklina Delano Roosevelta National Defense Research Committee, z kolei od 1943 roku brał udział w Projekcie Manhattan. Po zakończeniu II wojny światowej był członkiem rządowych instytucji naukowo-technologicznych, w których działał na rzecz ograniczenia rozwoju zbrojeń jądrowych, zaś w następstwie wojny wietnamskiej został działaczem antywojennym.

## Życiorys

### Młodość i wykształcenie

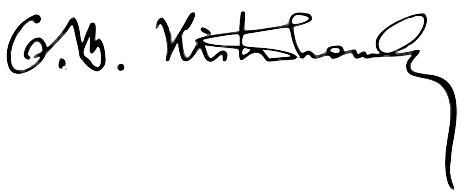
Podpis George’a Kistiakowsky’ego

Gieorgij Kistiakowski (Heorhij Kistiakiwski) urodził się 18 listopada?/1 grudnia 1900 roku w Kijowie, ówcześnie leżącym na terenie Imperium Rosyjskiego. Był synem Bogdana Kistiakowskiego, ukraińskiego socjologa, profesora na Uniwersytecie Kijowskim i członka Ukraińskiej Akademii Nauk, oraz Mariji Berensztam, działaczki społeczno-politycznej i publicystki. Jego wujkiem był Igor Kistiakowski, minister spraw wewnętrznych Państwa Ukraińskiego w rządzie hetmana Pawła Skoropadskiego. Do czasu wybuchu rewolucji rosyjskiej w 1917 roku Gieorgij Kistiakowski pobierał edukację w prywatnych szkołach w Kijowie i w Moskwie.
Podczas rosyjskiej wojny domowej walczył przeciwko bolszewikom w piechocie i w korpusie czołgów Białej Armii. Dostał się do niewoli, z której uciekł przez Turcję do Niemiec, gdzie od 1921 roku studiował chemię fizyczną na Uniwersytecie Berlińskim. W 1925 roku otrzymał stopień doktora na podstawie pracy dotyczącej rozkładu fotochemicznego tlenku chloru. Promotorem pracy był niemiecki fizykochemik Max Bodenstein, który doradził Kistiakowskiemu wyjazd z Berlina, gdyż twierdził, że w Niemczech zawsze będzie postrzegany jako Rosjanin.
W 1926 roku Gieorgij Kistiakowski wyjechał do Stanów Zjednoczonych, gdzie został studentem wydziału chemii fizycznej Uniwersytetu w Princeton jako International Education Board Fellow. Dwa lata później Kistiakowski został współpracownikiem badawczym na uczelni w Princeton.
W 1930 roku Kistiakowski objął funkcję asystenta profesora nadzwyczajnego na Uniwersytecie Harvarda. W 1933 roku otrzymał amerykańskie obywatelstwo. Cztery lata później został profesorem wydziału chemii na Uniwersytecie Harvarda. Podczas pracy na tej uczelni Kistiakowsky stał się jednym z czołowych, światowych ekspertów w dziedzinie materiałów wybuchowych. W 1939 roku wszedł w skład amerykańskiej Narodowej Akademii Nauk.

### Działalność naukowa w czasie II wojny światowej
Kiedy w 1939 roku w Europie wybuchła II wojna światowa George Kistiakowsky zdecydował się dołączyć do działań z nią związanych. W udzielonym Richardowi Rhodesowi w 1982 roku wywiadzie wypowiedział się na ten temat następująco: 

Dorastałem w rodzinie, w której kwestia praw obywatelskich i wolności człowieka była czymś naprawdę ważnym. (...) Podjąłem pracę na wojnie, gdyż bardzo mocno odrzucałem Hitlera i faszyzm.

W 1940 roku mianowano go szefem wydziału materiałów wybuchowych Komitetu Badań nad Obronnością Narodową (ang. National Defense Research Committee, NDRC), utworzonego w czerwcu tego roku przez prezydenta Stanów Zjednoczonych Franklina Delano Roosevelta. Dwa lata później, po reorganizacji, objął kierownictwo nad Wydziałem 8 komitetu. W międzyczasie, w 1941 roku został członkiem Komitet Doradczego do spraw Badań Uranu Narodowej Akademii Nauk.
W Komitecie Badań nad Obronnością Narodową Kistiakowsky wykorzystał swoją wiedzę z zakresu termodynamiki, spektroskopii i kinetyki chemicznej przy prowadzonych dla wojska badaniach nad materiałami wybuchowymi. Nadzorował tam rozwój nowych form materiałów wybuchowych, silniejszych niż trotyl, w tym takich, które obecnie są znane jako plastyczne materiały wybuchowe, a także był zaangażowany w prace badawcze nad teorią eksplozji i rozwojem ładunków kumulacyjnych, które skupiają energię wybuchu w celu zwiększenia mocy.

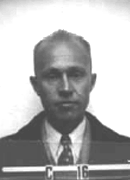
George Kistiakowsky około 1943 roku na zdjęciu z odznaki bezpieczeństwa, używanej w pracy przy Projekcie Manhattan w Los Alamos

Jego osiągnięcia naukowe podczas pracy w komitecie sprawiły, że dyrektor techniczny Projektu Manhattan Robert Oppenheimer zwrócił się do niego z prośbą o pomoc po bezowocnych pracach nad implozją, prowadzonych przez fizyków z laboratorium Los Alamos. Początkowo Kistiakowsky nie chciał jechać do Los Alamos, gdyż myślał o dołączeniu do jednego z zespołów badawczych, działających w Europie na terenach, z których wycofała się armia niemiecka. Ostatecznie Kistiakowsky w październiku 1943 roku został konsultantem przy Projekcie Manhattan. Tam spotkał się z Sethem Neddermeyerem, który zaproponował podstawowy ładunek, składający się z wydrążonej w środku kuli uranu, która osiągnęłaby stan krytyczny tylko wtedy, gdyby została „ściśnięta”. W teorii zostało to rozwiązane poprzez otoczenie podkrytycznego uranu konwencjonalnymi materiałami wybuchowymi, których detonacja spowodowałaby skompresowanie materiału radioaktywnego do stanu krytycznego, jednak aby proces się powiódł, musiał odbyć się w czasie krótszym niż milionowa część sekundy. Do samego końca istniały poważne wątpliwości, czy Kistiakowsky zdoła rozwiązać łączące się z tym problemy techniczne. Oprócz tego Neddermeyer wychodził z założenia, że do uruchomienia bomby na bazie plutonu potrzebny jest rodzaj urządzenia implozyjnego, jednak z powodu braku odpowiedniej wiedzy technicznej nie był w stanie opracować takiego urządzenia. W styczniu 1944 roku Kistiakowsky został szefem wydziału X badającego implozję w Los Alamos, zastępując na tym stanowisku Setha Neddermeyera, który pozostał w zespole Kistiakowsky’ego. Po latach Kistiakowsky przypisał Neddermeyerowi fundamentalny rozwój soczewek eksplozyjnych, koniecznych do uruchomienia bomby jądrowej typu implozyjnego. Sam dokonał przełomowego odkrycia, które umożliwiło powstanie takiej bomby – krytycznego mechanizmu wyzwalającego w postaci urządzenia implozyjnego, które doprowadzało do rozpoczęcia reakcji w kontrolowany sposób.
16 lipca 1945 roku Kistiakowsky wraz z Neddermeyerem wziął udział w detonacji pierwszej bomby jądrowej w ramach testu Trinity. Przed testem wielu naukowców miało wątpliwości, co do jego powodzenia, czy soczewki eksplozyjne będą działać prawidłowo (podczas testu przeprowadzonego na 38 godzin przed faktycznym testem Trinity nie zadziałały). Naukowcy w przeddzień testu obstawiali jego rezultaty – Enrico Fermi założył się, że nikt nie przeżyje wybuchu. Sam Kistiakowsky był przekonany, że projekt się powiedzie i potwierdził to w zakładzie z Robertem Oppenheimerem, stawiając całe swoje miesięczne wynagrodzenie przeciwko 10 dolarom. Ostatecznie test Trinity zakończył się sukcesem. W jego trakcie Kistiakowsky został zwalony z nóg przez falę uderzeniową, mimo iż obserwację prowadził z odległości 10 km od miejsca wybuchu. Dwadzieścia jeden dni później miał miejsce pierwszy z dwóch ataków na terenie Japonii dokonanych za pomocą bomb, przy których stworzeniu Kistiakowsky brał udział. Po ataku Kistiakowsky, podobnie jak pozostali naukowcy z Los Alamos, nie świętował jego powodzenia z powodu przytłoczenia ogromem zniszczeń, będących jego skutkiem. Inaczej było, kiedy dwa tygodnie później do Los Alamos dotarła wiadomość o kapitulacji Japonii. Jak sam wspominał:

Po V-J Day porządnie zaprawiłem się na imprezie, zorganizowanej przez Roberta Bachera.

### Działalność po II wojnie światowej
Niedługo po zakończeniu II wojny światowej George Kistiakowsky wrócił na Uniwersytet Harvarda, aby uczyć chemii. W 1957 roku został członkiem prowadzonego przez administrację Dwighta Eisenhowera Prezydenckiego Komitetu Doradczego do spraw Nauki (ang. President’s Science Advisory Committee, PSAC). Dwa lata później zastąpił Jamesa Rhyne’a Killiana na stanowisku przewodniczącego komitetu. W latach 1959–1961 kierował ponadto nowo utworzonym Biurem Polityki Naukowej i Technologicznej (ang. Office of Science and Technology Policy, OSTP).
Podczas pracy w instytucjach rządowych Kistiakowsky był zaangażowany w niektóre z podstawowych kwestii rozbrojenia nuklearnego tamtej epoki, na co wpływ miało swoiste poczucie winy w związku ze skutkami ataku na Hiroszimę. Zdał sobie sprawę z tego, że inspekcje nie mogą odpowiednio kontrolować rozprzestrzeniania technologii jądrowej, zwłaszcza na okrętach podwodnych, i opowiadał się za podejściem rozbrojeniowym. W styczniu 1960 roku, w ramach planowania i negocjacji kontroli zbrojeń, zaproponował „koncepcję progu”. Zgodnie z tą propozycją wszystkie testy nuklearne powyżej poziomu technologii wykrywania sejsmicznego byłyby zabronione. Niedługo później rządy Stanów Zjednoczonych i Związku Radzieckiego rozpoczęły rozmowy na temat wspólnej pracy nad ulepszeniem technologii wykrywania, poprzez obniżanie dopuszczalnej wydajności testów nuklearnych w miarę udoskonalania technik, jednak w maju 1960 roku doszło do załamania się rozmów z powodu incydentu z U-2.
W latach 1965–1972 Kistiakowsky pełnił funkcję wiceprezydenta Narodowej Akademii Nauk. W 1971 roku przeszedł w stan profesor emeritus na Uniwersytecie Harvarda. W późniejszych latach zerwał swoje powiązania z rządem w proteście przeciwko zaangażowaniu się Stanów Zjednoczonych w wojnę wietnamską, a także został aktywnym członkiem antywojennej organizacji Council for a Livable World. W 1977 roku objął przewodnictwo w tej organizacji, prowadząc kampanię przeciwko rozprzestrzenianiu broni jądrowej.

## Życie prywatne

### Tożsamość narodowa
W pochodzącym z 22 lipca 1959 roku wydaniu „The Ukrainian Weekly” (ukazującej się od 1933 roku anglojęzycznej gazety ukraińskiej społeczności w Stanach Zjednoczonych) zostało opublikowane opowiadanie Dr. G.B. Kistiakowsky Confirms His Ukrainian Background (pol. „Dr. G.B. Kistiakowsky potwierdza swoje ukraińskie pochodzenie”), w którym George Kistiakowsky omówił swoje ukraińskie dziedzictwo i przynależność do wielu ukraińskich towarzystw, w tym Towarzystwa Naukowego im. Szewczenki.
Z kolei w wywiadzie z Richardem Rhodesem w 1982 roku, na pytanie Rhodesa: „Jesteś Rosjaninem, prawda?”, Kistiakowsky odpowiedział: „Jestem Ukraińcem; to tak jakby zapytać Szkota: „Czy jesteś Anglikiem?”.

### Rodzina
W 1926 roku George Kistiakowsky wziął ślub ze Szwedką Hildegard Möbius, z którą miał urodzoną dwa lata później córkę Verę, która uzyskała stopień doktora z chemii jądrowej i przez wiele lat była pracownikiem Massachusetts Institute of Technology (ma status profesor emerita w tym instytucie). W 1942 roku Kistiakowsky rozwiódł się z Möbius.
W 1945 roku zawarł z Irmą E. Shuler swój drugi związek małżeński, który zakończył się rozwodem w 1960 roku. W 1962 roku wziął ślub po raz trzeci – z Elaine Mahoney. Małżeństwo trwało do śmierci Kistiakowsky’ego w 1982 roku.

### Śmierć
George Kistiakowsky zmarł 7 grudnia 1982 roku w Cambridge w stanie Massachusetts. Jego ciało zostało skremowane, a prochy rozrzucone na Cape Cod, niedaleko jego letniego domu.

## Nagrody i odznaczenia
- Medal Zasługi, 1946[20].
- Medal Nicholsa(inne języki), 1947[10].
- Medal za Służbę w Sprawie Wolności, 1948[10].
- Priestly Award, 1958[10].
- Nagroda Willard Gibbs Award(inne języki), przyznawana przez sekcję chicagowską Amerykańskiego Towarzystwa Chemicznego, 1960[21].
- Nagroda Charles Lathrop Parsons Award(inne języki), przyznawana przez Amerykańskie Towarzystwo Chemiczne, 1961[22].
- Medal Wolności, 1961[10].
- Ledlie Prize, 1961[10].
- Medal Parsonsa, 1963[10].
- Narodowy Medal Nauki w dziedzinie nauk fizycznych, 1967[23][24].
- Nagroda Peter Debye Award(inne języki) w dziedzinie chemii fizycznej, przyznawana przez Amerykańskie Towarzystwo Chemiczne, 1968[25].
- Medal Priestleya, 1972[9].
- Medal Franklina(inne języki), 1972[26].

George Kistiakowsky był także posiadaczem 11 tytułów doktora honoris causa.